# مصطفى أبو صوي
مصطفى أبو صوي هو عالم إسلامي فلسطيني، قام بدراسة أعمال أبو حامد الغزالي في المسجد الأقصى وجامعة القدس في القدس.

## حياته
ولد مصطفى أبو صوي في عمان عام 1958. تلقى تعليمه في جامعة بيت لحم وكلية بوسطن في الولايات المتحدة. قام أبو صواي بالتدريس في الجامعة الإسلامية العالمية في ماليزيا وكان باحثًا زائرًا في برنامج فولبرايت في كلية ويلكس الشرفية بجامعة فلوريدا أتلانتيك. عمل أستاذاً زائراً للدراسات الإسلامية في كلية بارد في نيويورك، وأستاذاً مشاركاً في الفلسفة والدراسات الإسلامية ومديراً لمركز البحوث الإسلامية في جامعة القدس. وهو أحد كبار زملاء معهد آل البيت الملكي للفكر الإسلامي، أدرج ضمن أكثر 500 مسلم تأثيراً في العالم في عامي 2012 و2020.

## روابط خارجية
- الصفحة الرسمية لجامعة القدس نسخة محفوظة 25 أغسطس 2019 على موقع واي باك مشين.